# Jacob Collier
Jacob Collier (Londres, Reino Unido; 2 de agosto de 1994) es un músico inglés, cuyo estilo fusiona elementos de una variedad de géneros musicales, y a menudo presenta un uso extremo de la armonización. 
En 2012, sus videos en pantalla dividida de canciones populares, como "Don't You Worry 'bout a Thing" de Stevie Wonder, comenzaron a hacerse virales en YouTube. En 2014, Collier firmó con la compañía de Quincy Jones y comenzó a trabajar en su vehículo de actuación en vivo audiovisual para un solo hombre, diseñado y construido en el Instituto de Tecnología de Massachusetts.
En 2016, Collier lanzó su álbum debut, In My Room, que fue completamente autograbado, arreglado, interpretado y producido en la pequeña habitación trasera de la casa de su familia en Finchley, al norte de Londres. En 2017, Collier recibió dos premios Grammy por sus arreglos de "Flintstones" y "You And I", ambos del álbum.
En 2018, Collier comenzó a trabajar en Djesse, un álbum de cuatro volúmenes y alrededor de 50 canciones con más de dos docenas de artistas y conjuntos. El primer volumen, que presenta el Metropole Orkest, Djesse Vol. 1, fue lanzado en diciembre de 2018.El segundo, Djesse Vol. 2, de naturaleza más acústica, fue lanzado en julio de 2019. En 2020, Collier ganó otros dos premios Grammy por sus arreglos de "All Night Long" de Djesse Vol. 1 y "Moon River" de Djesse Vol. 2, respectivamente. El tercer volumen, Djesse Vol. 3, que Collier describe como basado en sonidos electrónicos, fue lanzado el 14 de agosto de 2020. En 2021, volvió a ganar un premio Grammy al mejor arreglo, instrumentación y voces por la canción "He Won’t Hold You (feat Rapsody)".
Collier es el primer músico británico en ganar al menos un premio Grammy por cada uno de sus primeros cuatro álbumes.

## Vida y carrera
Collier creció en el norte de Londres, criado principalmente por una madre soltera, con dos hermanas menores. Su madre, Susan Collier, es violinista, directora y profesora en la Academia Junior de la Real Academia de Música. El abuelo materno de Collier, Derek Collier, era un violinista que también enseñó en la Real Academia de Música y actuó con orquestas de todo el mundo. En cuanto al papel que juega la música dentro de su familia, Collier dice: "Cantamos corales de Bach juntos como familia, es muy divertido". Collier es en parte descendiente de chinos, a través de su abuela materna, Lila Wong.
Collier asistió a la Escuela Secundaria Mill Hill County en el norte de Londres y a la Escuela Purcell para Jóvenes Músicos en Bushey, Hertfordshire. Estudió brevemente piano de jazz en la Royal Academy of Music de Londres.
En 2004 interpretó a Tiny Tim en A Christmas Carol, de Arthur Allan Seidelman, siendo acreditado como Jacob Moriarty.  Al mismo tiempo, Collier también actuaba como cantante de agudos en papeles clásicos como uno de los tres muchachos en The Magic Flute de Mozart y "Miles" en The Turn of the Screw de Benjamin Britten, el último de los cuales influyó fuertemente en su uso y comprensión de la armonía. Sobre el lenguaje armónico de Britten, Collier dijo que: "mi mente se hizo añicos".  Collier recibió la Medalla de Oro ABRSM por la calificación más alta en el país por su resultado de canto de octavo grado en 2008.
Collier es un autodeclarado autodidacta. Comenzó a subir contenido casero e instrumental a YouTube en 2011, lanzando, entre otros, arreglos vocales de "Pure Imagination", de la película de 1971 Willy Wonka and the Chocolate Factory, y en 2013, una interpretación instrumental de Stevie Wonder "Don't You Worry 'bout a Thing". Su actividad llamó la atención de Quincy Jones, quien llevó a Collier al Festival de Jazz de Montreux, donde se reunió con él y con Herbie Hancock.

### 2014–2015: Quincy Jones, MIT yLive Performance Vehicle

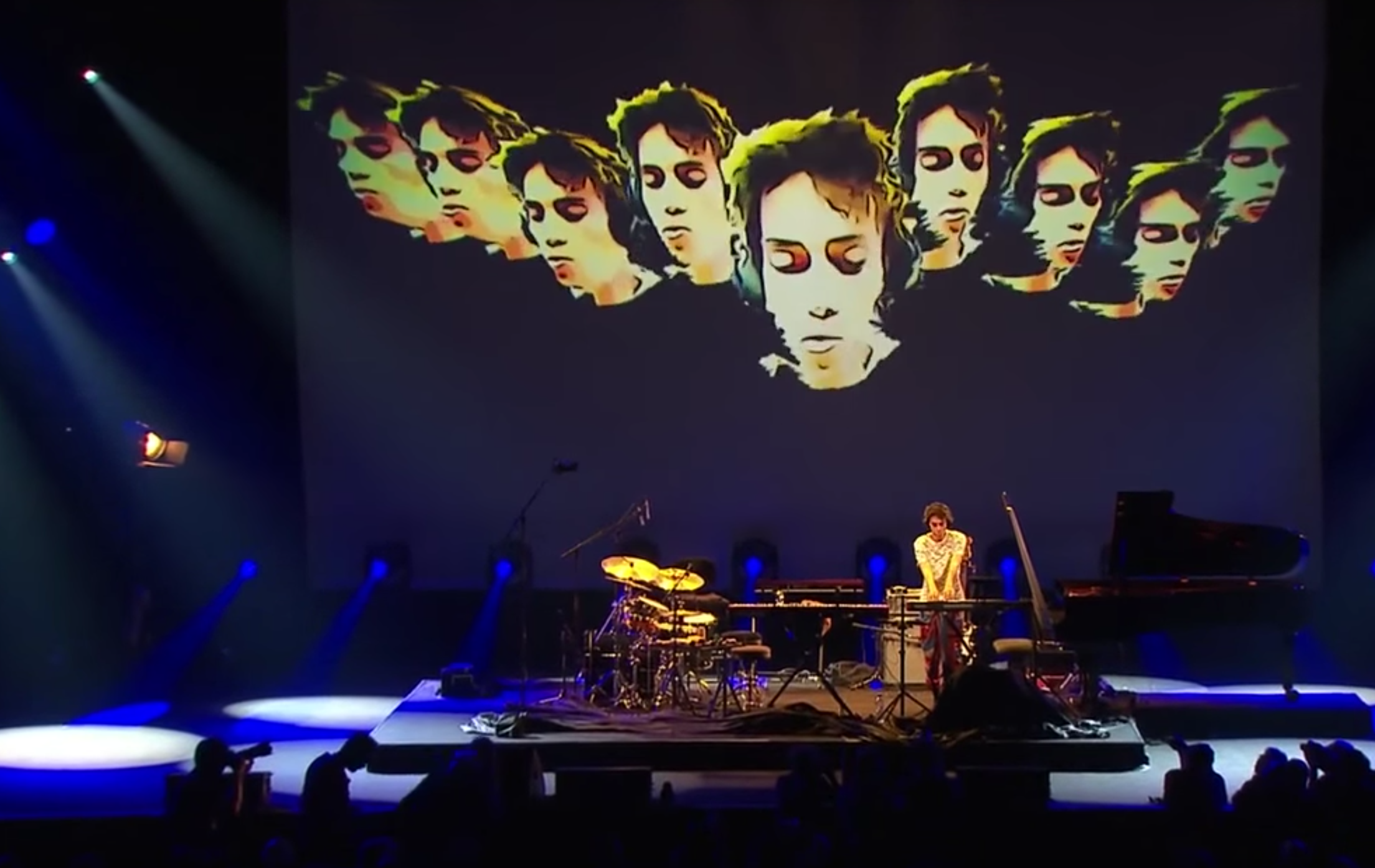
Concierto de Jacob Collier

Alrededor de este tiempo, Ben Bloomberg, un estudiante de doctorado en el MIT Media Lab, contactó a Collier con respecto a la creación y desarrollo de hardware y software musical para presentaciones en vivo. Durante los siguientes meses, él y Collier desarrollaron y construyeron una nueva experiencia multimedia en vivo.
En 2015, el debut en solitario de Collier se completó y comenzó a recorrer Europa y los Estados Unidos. La actuación contó con un círculo de instrumentos musicales, con seis estaciones de bucle simultáneas capaces de reproducción simultánea, respaldadas por bucles sincronizados de video capturados en 3D en tiempo real, proyectados en una pantalla detrás de los instrumentos, cortesía de Louis Mustill y William Young de Artists and Engineers. El elemento central del One-Man Show fue un instrumento vocal "Harmonizer" hecho a medida que Collier diseñó y creó con Bloomberg, lo que permitió a Collier realizar armonías de múltiples voces en tiempo real.  La presentación debut de este espectáculo se realizó en el Jazz Club de Ronnie Scott en Londres. Unas semanas después, Collier abrió para Herbie Hancock y Chick Corea con el One-Man-Show en el Montreux Jazz Festival 2015.

### 2015–2018:In My Room, World Tour y #IHarmU
En julio de 2015, Beats by Dr. Dre contactó a Collier para proporcionarle la música para la campaña de la Copa Mundial de Rugby de Inglaterra 'The Game Starts Here'.[cita requerida]   Collier grabó una versión a cappella del conocido himno "Jerusalén" para el comercial, que se emitió en la televisión nacional antes de cada partido de Inglaterra.
A finales de 2015, Collier comenzó a trabajar en su álbum debut In My Room, después de actuar con WDR Big Band en un concierto en Colonia, Alemania. Él arregló, grabó y produjo el álbum completamente solo, tocando cada instrumento, además de escribir ocho de las once canciones. El álbum fue grabado y mezclado en un período de tres meses en la sala de música de la casa de su familia en Londres, Inglaterra, de ahí el título. Fue dominado por Bernie Grundman, y lanzado el 1 de julio de 2016 a través del sello discográfico independiente Membran Entertainment Group. Después del lanzamiento, Collier se embarcó en una gira mundial con su espectáculo individual que incluye el Festival de Jazz de Montreux 2016.
A la espera del lanzamiento de In My Room, Collier lanzó la campaña "#IHarmU" a través de Patreon, un sitio de micromecenazgo para los creadores de contenido, donde cien patrons le enviaron 15 segundos de clips de vídeo de melodías, que Jacob armonizó con múltiples partes vocales con su diseño multipantalla y fue subido a sus plataformas de redes sociales. Él demostró este proceso creativo en una transmisión en vivo de dos horas el 31 de octubre de 2017. Collier recibió más de 130 melodías y donaciones para el proyecto, incluso del artista británico de jazz Jamie Cullum, Ben Folds, Herbie Hancock y Kevin Olusola del grupo a cappella Pentatonix, este último para quien arregló "White Christmas" en A Pentatonix Christmas, que ganó el premio Contemporary A Cappella Society. 
En febrero de 2016, Collier apareció en el álbum de Snarky Puppy, Family Dinner - Volume 2. Luego, el 22 de agosto, Collier participó en un concierto tributo a Quincy Jones en el BBC Proms en el Royal Albert Hall de Londres, en el que interpretó su propio arreglo orquestal de su canción original "In The Real Early Morning" con el Metropole Orkest, dirigida por Jules Buckley, entre otras canciones.
En diciembre de 2016, Collier colaboró con 150 estudiantes en el MIT para producir un concierto en vivo el 10 de diciembre en el Auditorio Kresge titulado "Imagination Off the Charts", tocando junto a los arreglos orquestales de su repertorio. Esta residencia fue el tema de una película documental, Imagination Off The Charts, que ganó un Emmy regional en junio de 2018.
En febrero de 2017, Collier ganó dos Premios Grammy: Mejor arreglo, instrumental o a capela por la canción de Stevie Wonder "You and I" y Mejor Arreglo, Instrumental y Voz por una versión de "Picapiedra", la canción de la serie de televisión de la década de 1960. Los Picapiedra. Un mes después, hizo su debut en la televisión estadounidense en The Tavis Smiley Show interpretando "You And I" con el grupo de jazz-gospel a cappella Take 6. En 2017, Collier también recompuso el tono de llamada de Samsung, "Over The Horizon", para el nuevo Samsung Galaxy S8 / S8 +, y fue coproductor de dos canciones del álbum de Becca Stevens, Regina. Collier también ayudó a componer la banda de la película de DreamWorks The Boss Baby con el compositor Hans Zimmer. Al mes siguiente, Collier actuó con Zimmer y Pharrell Williams en el Festival de Música y Artes de Coachella Valley. En abril, Collier también fue un invitado en el programa de entrevistas diario entre semana Harry, y un orador en la conferencia anual de TED en Vancouver, Canadá.
Collier realizó una gira internacional con su One-Man-Show durante dos años y medio (entre el 1 de julio de 2015 y el 18 de diciembre de 2017), junto a organizaciones de clases magistrales y actuaciones con orquestas y grandes bandas de todo el mundo, incluido el Metropole Orkest. El 9 de julio, él y Cory Henry se presentaron nuevamente con Metropole Orkest y Jules Buckley en el North Sea Jazz Festival. En diciembre de 2017, Collier colaboró con la cantante estadounidense de pop / R&B Tori Kelly para grabar un video a cappella en YouTube de la canción de Navidad "Have Yourself A Merry Little Christmas".
En diciembre de 2017, Collier anunció que la presentación final con One-Man-Show se celebraría en Roma el 18 de diciembre de 2017. Discutió los planes para un segundo álbum, que se grabó en 2018.
En julio de 2018, Collier fue uno de los invitados sorpresa en las celebraciones de la fiesta de cumpleaños número 85 de Quincy Jones, en el Club de Jazz de Montreux. [cita requerida]
El 19 de julio, "Jacob Collier and Friends" subió al escenario para un concierto especial como parte de los BBC Proms en el Royal Albert Hall de Londres. Collier actuó junto al Metropole Orkest bajo el director de orquesta Jules Buckley e invitó a Take 6, Sam Amidon, Becca Stevens y el músico de Maalem Gnawa Hamid El Kasri a ser parte de la actuación.

### 2018 – presente:Djesse

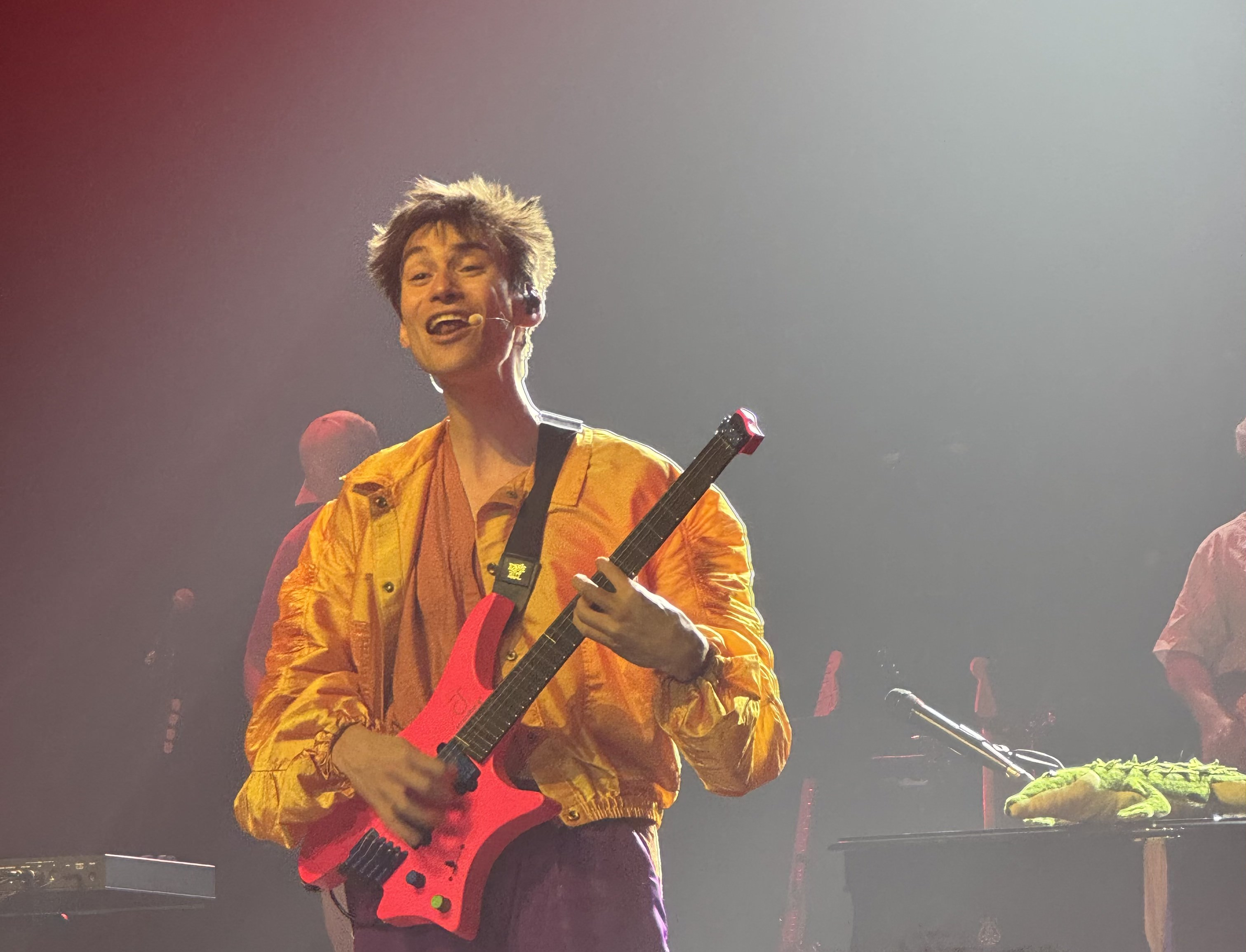
Collier actúa en Manila en 2025

El 29 de octubre de 2018, Collier anunció un nuevo proyecto musical de cuatro volúmenes y 50 canciones, titulado Djesse.
Después de una residencia de una semana en el MIT, Djesse (Vol.1) se estrenó en vivo en el Auditorio Kresge el 8 de diciembre de 2018. El concierto contó con su actuación con la Orquesta MIT JC (compuesta por músicos de MIT y Berklee College), MIT Festival Jazz Ensemble, MIT Vocal Jazz Ensemble, MIT Concert Choir and Chamber Chorus, Rambax MIT (conjunto de batería senegalés), Suzie Collier (la madre de Jacob) y otros músicos invitados especiales de Boston y Los Ángeles. Ben Bloomberg, diseñador del equipo "Harmonizer" de Collier y nuevamente colaborador en el MIT,  estuvo presente en la audiencia y fue reconocido por Collier. El concierto con entradas agotadas, acompañado de un espectacular espectáculo de luces con láser y pantalla LED con aparatos de iluminación personalizados en el escenario, estuvo abierto a la comunidad del MIT y a los aficionados de Boston.
El primer sencillo del proyecto Djesse, "With The Love in My Heart", fue lanzado el 2 de noviembre. A finales de noviembre se lanzaron otros dos sencillos, "Ocean Wide, Canyon Deep" y "All Night Long". Djesse Vol. 1 fue lanzado en su totalidad el 7 de diciembre. El volumen presenta colaboraciones con Voces8, Laura Mvula, Hamid El Kasri, Take 6 y su madre, Suzie Collier. El Metropole Orkest apareció en gran medida en todo el álbum, apareciendo en todas las pistas, además de la voz de Collier y varios instrumentos. Collier produjo, arregló y orquestó la música él mismo. 
En enero de 2019, Collier comenzó el Djesse World Tour. Collier, que ya no realizaba espectáculos individuales, ahora estaba respaldado por una banda, que incluía a la cantante y multiinstrumentista portuguesa Maro, el bajista Robin Mullarkey y el baterista Christian Euman.
El primer sencillo de Djesse Vol. 2, "Make Me Cry", fue lanzado el 12 de abril de 2019. El 26 de abril, Collier lanzó el segundo sencillo del álbum, una versión de la canción de The Beatles "Here Comes The Sun" en colaboración con Dodie Clark. El tercer single fue lanzado el 13 de junio, un arreglo a cappella de "Moon River" de Henry Mancini y Johnny Mercer con más de cien contribuciones vocales de miembros de la familia, mentores, amigos y otros colaboradores de Djesse. El cuarto y último sencillo de Djesse Vol. 2, "It Don't Matter" con la voz del cantante y compositor estadounidense JoJo fue lanzado el 5 de julio. 
Djesse Vol. 2 se lanzó el 19 de julio de 2019, con portadas diseñadas por Astrig Akseralian y otras colaboraciones musicales con Lianne La Havas, Oumou Sangaré, Chris Thile, Sam Amidon, Steve Vai, Kathryn Tickell, Becca Stevens y Maro.
Djesse Vol. 1 y Vol. 2 obtuvieron nominaciones para la 62a Entrega Anual de los Premios Grammy, por "All Night Long (feat. Tome 6)" y "Moon River" respectivamente. Finalmente ganaron sus respectivas categorías en los premios.
El 29 de noviembre de 2019, Collier lanzó el primer sencillo de Djesse Vol. 3, "Time Alone With You" en colaboración con Daniel Caesar. El video de la canción se estrenó en YouTube el 5 de diciembre.
También en noviembre de ese año, Collier apareció en el octavo álbum de estudio de Coldplay, Everyday Life, brindando coros para los temas "Cry, Cry, Cry", "Everyday Life" y "Church".  
Collier estaba programado para continuar recorriendo el mundo en 2020, comenzando con una nueva serie de fechas anunciadas del Djesse World Tour en Europa y América del Norte para la primavera de 2020.  Sin embargo, la gira se pospuso debido a la pandemia de COVID-19.
El 25 de marzo de 2020, Collier lanzó el segundo sencillo de Djesse Vol. 3, "In My Bones (feat. Kimbra & Tank and the Bangas)", estrenando el video musical el mismo día en su canal de YouTube. El tercer single fue lanzado el 14 de mayo; se titula "All I Need" y presenta Ty Dolla Sign y Mahalia. El cuarto y último sencillo del álbum "He Won't Hold You" (feat. Rapsody )", fue lanzado el 10 de julio. Djesse Vol. 3 se lanzó el 14 de agosto de 2020.
El primer single del cuarto volumen, Djesse Vol. 4, "Never Gonna Be Alone (feat. Lizzy McAlpine & John Mayer)" fue lanzado a mediados de 2022. El lanzamiento del álbum está programado para 2023.

## Discografía

### Álbumes de estudio
| Título                                                                     | Detalles del álbum                                                                                                | Posiciones en las listas | Posiciones en las listas | Posiciones en las listas | Posiciones en las listas | Posiciones en las listas | Posiciones en las listas | Posiciones en las listas |
| Título                                                                     | Detalles del álbum                                                                                                | US Heat.                 | US Indie                 | US Contemporary Jazz     | US Jazz                  | US Classical             | US Classical Cross.      | US Folk Sales            |
| -------------------------------------------------------------------------- | --- | ------------------------ | ------------------------ | ------------------------ | ------------------------ | ------------------------ | ------------------------ | ------------------------ |
| In My Room                                                                 | - Lanzado: 1 de julio de 2016 - Discográfica: Membran - Formatos: CD, LP, digital download                        | 10                       | 50                       | 1                        | 3                        | —                        | —                        | —                        |
| Djesse Vol. 1 (con la colaboración de la Metropole Orkest y Jules Buckley) | - Lanzado: 7 de diciembre de 2018 - Discográfica: Hajanga Records, Geffen, Decca - Formatos: CD, descarga digital | 14                       | —                        | 1                        | 6                        | 6                        | 6                        | —                        |
| Djesse Vol. 2                                                              | - Lanzado: 19 de julio de 2019 - Discográfica: Hajanga Records, Geffen, Decca - Formatos: CD, descarga digital    | —                        | —                        | —                        | —                        | —                        | —                        | 18                       |
| Djesse Vol. 3                                                              | - Lanzado: 14 de agosto de 2020 - Discográfica: Hajanga Records - Formatos: CD, descarga digital                  | —                        | —                        | —                        | —                        | —                        | —                        | —                        |
| Djesse Vol. 4                                                              | - Lanzado: 29 de febrero de 2024 - Discográfica: Hajanga Records - Formatos: CD, descarga digital                 | —                        | —                        | —                        | —                        | —                        | —                        | —                        |

## Premios
| Año  | Premio | Categoría                                            | Obra                                     | Resultado | Ref.   |
| ---- | ------ | ---------------------------------------------------- | ---------------------------------------- | --------- | ------ |
| 2017 | Grammy | Mejor arreglo, instrumental o a capela               | Flintstones                              | Ganador   | [ 83 ] |
| 2017 | Grammy | Mejor arreglo instrumental con acompañamiento vocal  | You and I                                | Ganador   | [ 83 ] |
| 2020 | Grammy | Mejor arreglo, instrumental o a capela               | Moon River                               | Ganador   | [ 84 ] |
| 2020 | Grammy | Mejor arreglo instrumental con acompañamiento vocal  | All Night Long                           | Ganador   | [ 84 ] |
| 2021 | Grammy | Anexo:Premio Grammy al álbum del año                 | Djesse Vol. 3                            | Nominado  | [ 85 ] |
| 2021 | Grammy | Anexo:Premio Grammy a la mejor interpretación de R&B | All I Need (ft. Ty Dolla Sign y Mahalia) | Nominado  | [ 85 ] |
| 2021 | Grammy | Mejor arreglo instrumental con acompañamiento vocal  | He Won't Hold You                        | Ganador   | [ 85 ] |